# Oroszország szövetségi körzetei
A szövetségi körzeteket (oroszul: федеральные округа, fegyeralnije okruga) Vlagyimir Putyin első elnöki beiktatása után alig egy héttel, 2000. május 13-án kiadott rendeletében hozta létre.
A rendelet az Oroszországi Föderáció alanyait (szubjektumait) hét  szövetségi körzetbe sorolta be, melyek az elnök meghatalmazott képviselőinek tevékenységi területét jelölik ki. Korábban minden egyes ún. régióban külön elnöki meghatalmazott működött, így tehát a rendelet a regionális hatalom korlátozását is jelentette.
A hét szövetségi körzetre tagolás csaknem tíz éven át változatlan maradt. 2010. január 19-én Dmitrij Medvegyev elnök az addigi Déli szövetségi körzetet rendeletileg kettéosztotta, így jött létre az új Déli szövetségi körzet és az Észak-kaukázusi szövetségi körzet. A szövetségi körzetek száma ezzel nyolcra emelkedett.
A szövetségi körzetek nem önálló jogalanyok (nem szubjektumok) és nem részei Oroszország közigazgatási-területi beosztásának. Az elnök meghatalmazott képviselői köztisztviselők, az elnöki adminisztrációhoz tartoznak, az elnök nevezi ki és mentheti fel őket. Feladatuk az elnök alkotmányos feladatainak ellátását biztosítani szövetségi körzetük területén.

## Oroszország szövetségi körzeteinek listája
|   |                                   |               |                    |
|   | Szövetségi körzet neve            | Szöv. alanyok | Központ helye      |
| 1 | Központi szövetségi körzet        | 18            | Moszkva            |
| 2 | Déli szövetségi körzet            | 6             | Rosztov-na-Donu    |
| 3 | Északnyugati szövetségi körzet    | 11            | Szentpétervár      |
| 4 | Távol-keleti szövetségi körzet    | 9             | Habarovszk         |
| 5 | Szibériai szövetségi körzet       | 12            | Novoszibirszk      |
| 6 | Uráli szövetségi körzet           | 6             | Jekatyerinburg     |
| 7 | Volgamenti szövetségi körzet      | 14            | Nyizsnyij Novgorod |
| 8 | Észak-kaukázusi szövetségi körzet | 7             | Pjatyigorszk       |

## Lásd még
- Oroszország közigazgatási beosztása
- Oroszország gazdasági körzetei